# Gaby Schäfer (Verwaltungsjuristin)
Gaby Schäfer (* 15. Oktober 1960 in Schleswig) ist eine deutsche Verwaltungsjuristin. Sie ist seit 2013 Präsidentin des Landesrechnungshofes Schleswig-Holstein.

## Leben

### Ausbildung
Gaby Schäfer studierte von 1980 bis 1986 Rechtswissenschaften an der Christian-Albrechts-Universität zu Kiel und legte die erste juristische Staatsprüfung ab. Von 1986 bis 1989 absolvierte sie die Referendarausbildung in Itzehoe und Kiel und legte die große juristische Staatsprüfung ab. Von 1989 bis 1993 promovierte sie bei Professor Erich Samson.

### Laufbahn
Schäfer trat 1991 in den Dienst des Innenministerium des Landes Schleswig-Holstein. Sie verließ 1992 das Ministerium und war bis 1994 als Rechtsanwältin in Schleswig tätig. Anschließend war sie von 1994 bis 2001 erneut im Innenministerium tätig, mit einer Unterbrechung von 1997 bis 1998 für einen Aufenthalt am Europäischen Hochschulinstitut in Florenz.
Im Jahr 2001 wechselte sie als Leiterin der Präsidialkanzlei und der Prüfungsabteilung 3 zum Landesrechnungshof Schleswig-Holstein. Sie übte diese Tätigkeit bis 2013 aus, zuletzt als Ministerialdirigentin.
Der Landtag Schleswig-Holstein wählte Schäfer am 20. November 2013 mit großer Mehrheit und nur drei Gegenstimmen zur Präsidentin des Landesrechnungshofes Schleswig-Holstein. Sie trat das Amt noch am selben Tag an.

### Partei
Schäfer ist CDU-Mitglied.